# Einhart (Ostrach)
Einhart ist ein Teilort Weitharts, einer von acht Ortschaften der baden-württembergischen Gemeinde Ostrach im Landkreis Sigmaringen.

## Geographie

### Geographische Lage
Der Teilort Einhart liegt rund fünf Kilometer nordwestlich der Ortsmitte Ostrachs, im Tal der Ostrach, zwischen den anderen Teilorten Eimühle und Habsthal im Westen, Bernweiler im Südwesten, Wangen im Süden sowie Repperweiler (zu Mengen) im Nordosten.

## Geschichte

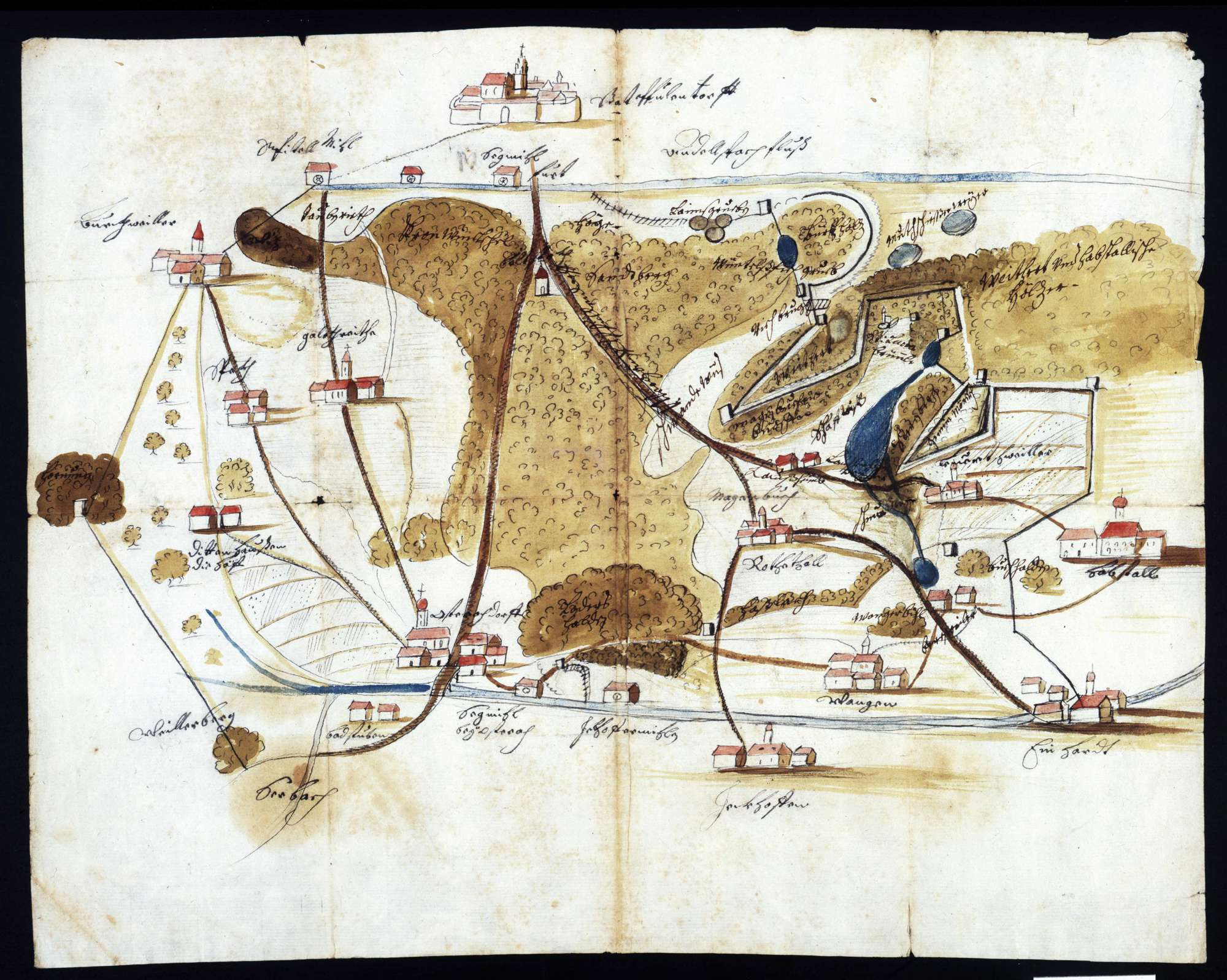
Einhart auf einer Karte mit der „Beschreibung des ostrachischen Bezirks“ aus dem Jahr 1697

1220 wird hier erstmals ein Dorf namens Ygenhart genannt. Es gehörte zur Grafschaft Friedberg und wurde 1294 von den Brüdern Gremlich zu Pfullendorf und den Humpis als Lehen erwähnt. Die Gremlichs erwarben in den folgenden Jahrhunderten immer mehr Rechte im Ort, die sie 1591 an das Hochstift Konstanz veräußerten. 1603 gelangte der Besitz an das Kloster Salem, das Einhart seinem Amt Ostrach zuteilte. Zweihundert Jahre später ging Einhart in den Besitz des Hauses Thurn und Taxis über, 1806 unter die Staatshoheit Hohenzollern-Sigmaringens und mit dieser 1850 an Preußen.
Im Zuge der Gebietsreform in Baden-Württemberg wurde Einhart am 1. Oktober 1974 nach Ostrach eingemeindet.

## Politik

### Wappen
Das Wappen der ehemaligen Gemeinde Einhart zeigt in geteiltem Schild oben in Gold eine rote Nabe mit acht roten Speichen, unten in Schwarz ein doppelreihig rot-silbern geschachter Schrägbalken.

## Kultur und Sehenswürdigkeiten

### Bauwerke

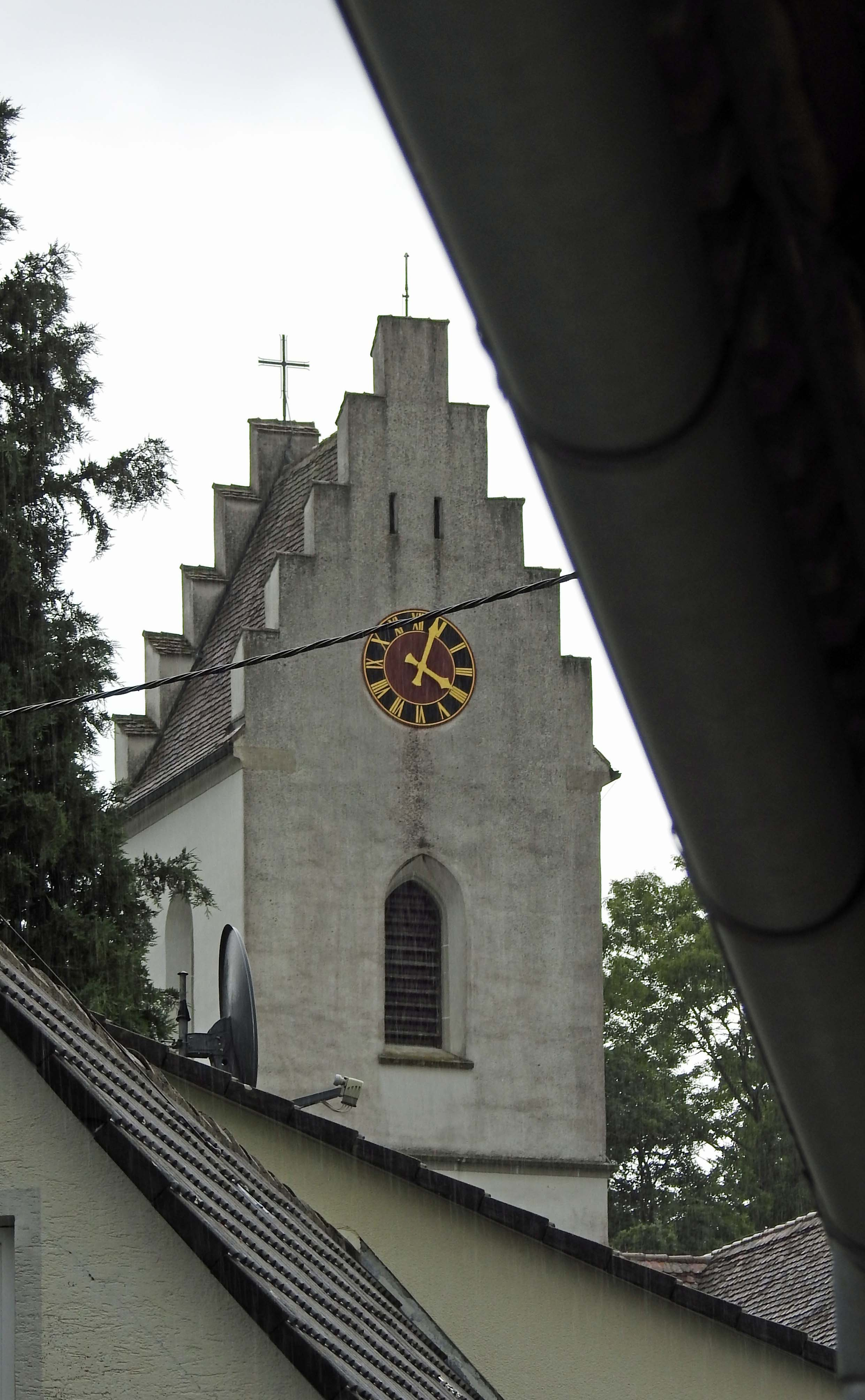
Turm der Pfarrkirche St. Nikolaus in Einhart

Die katholische Pfarrkirche St. Nikolaus hat ihren Anfang im 16. Jahrhundert und wurde 1718 umgestaltet. Der Chor zeigt sich netzgewölbt mit Bemalung von 1524. Sie zeigt die Zwölf Apostel. Zur Ausstattung gehören gotische Holzfiguren, ein bronzenes Vortragekreuz mit Korpus um 1200, ein Kreuz um 1525 und Rundmedaillons aus dem 17. Jahrhundert. Der gemalte Kreuzweg ist ein Werk von Johann Nepomuk Meichsner vom 1762.
In Einhart stehen neben der Pfarrkirche St. Nikolaus mit Kirchhof und Ummauerung das Pfarrhaus (Am Hohenberg 10; 16./17. Jh.) sowie eine Fachwerkscheuer (Mühlenstraße 27) unter Denkmalschutz.

## Wirtschaft und Infrastruktur

### Bürgerbus

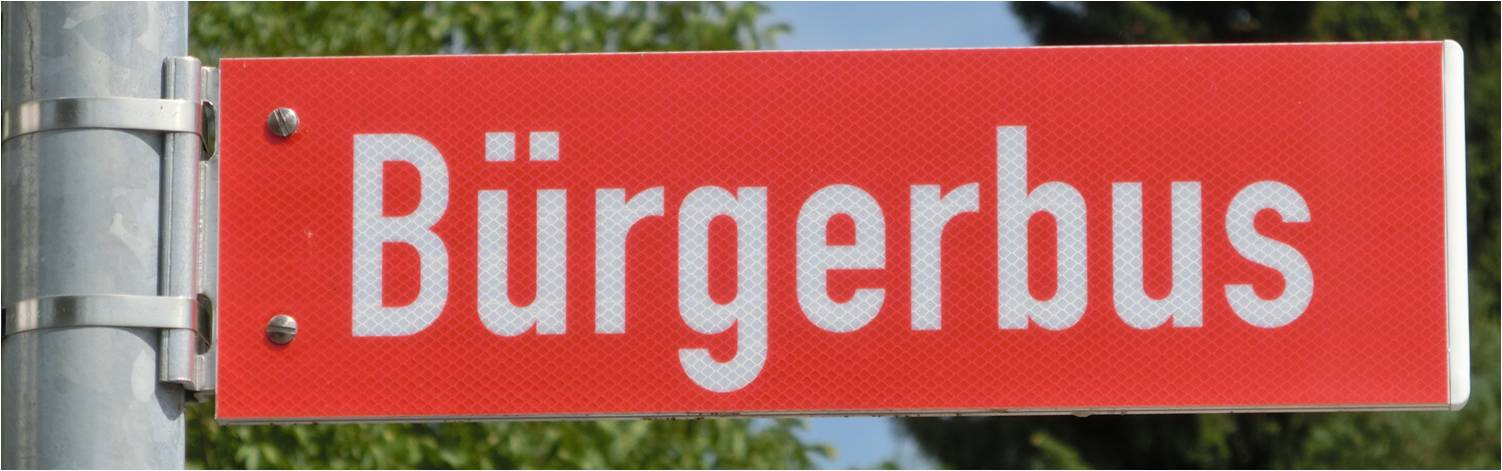
Haltestelle „Bürgerbus“

Der Ostracher Bürgerbus ergänzt den öffentlichen Nahverkehr und verbessert unter anderem die Mobilität von Menschen mit Behinderungen. An drei Tagen in der Woche fährt der Bus nach einem festen Plan zwischen der Ostracher Ortsmitte und Jettkofen, Wagen, Bernweiler, Einhart, Levertsweiler, Lausheim sowie Magenbuch.
Der Bürgerbus wird von der Gemeinde Ostrach finanziert und vom Bürgerbus-Verein sowie ehrenamtlichen Fahrern und Helfern betrieben.